# Die Liebe und Viktor
Die Liebe und Viktor ist ein Film von Patrick Banush aus dem Jahr 2009.

## Handlung
Der depressive Viktor ist davon überzeugt, dass es die Liebe nicht gibt, und hat es sich zur Mission gemacht, davon auch alle anderen zu überzeugen.
Er trifft seinen Schulfreund Otto wieder und zieht zum Missfallen von dessen Freundin Therese vorübergehend bei ihm ein. Dort findet er eine Ausgabe des Don Quichotte. In der Nacht erscheint ihm in seinem Zimmer ein Mann, der sich als Don Quichotte aus Treuenbrietzen vorstellt. Viktor hält sich nun für auserwählt, Don Quichottes Nachfolger zu werden. Der gutmütige Otto lässt sich darauf ein, Viktors Gehilfe zu werden. So stehlen sie Liebesfilme aus einer Videothek und versuchen, eine junge Frau davon zu überzeugen, nicht zu heiraten.
Nebenbei hat Otto seine eigenen Probleme zu lösen. Als er und Viktor einen unglücklichen Psychiater davon abhalten, Selbstmord zu begehen, motiviert dieser ihn im Gegenzug, seinen Traum wieder aufzunehmen und Medizin zu studieren. Auch Viktor findet schließlich wieder mit seiner früheren Freundin Klara zusammen.

## Hintergrund
Der Film kam mit einem Budget von nur 10.000 € aus. Alle Darsteller, auch die bekannten Schauspieler Rolf Zacher und Samuel Finzi, wirkten ohne Bezahlung mit.
Der Bezug zu der brandenburgischen Kleinstadt Treuenbrietzen ergibt sich aus Rolf Zachers langjährigem Wohnort. So wurde der Film nach seiner Premiere im Kino Babylon in Berlin als erstes in Treuenbrietzen gezeigt.

## Kritiken
Das Berliner Stadtmagazin tip bezeichnete den Film als „Berliner Very-Low-Budget-Komödie voll herrlicher Absurditäten und mit lakonischem Humor“.
Der Tagesspiegel urteilte: „‚Die Liebe und Viktor‘ ist ein ‚Very Low Budget‘-Film, der mit nur 10 000 Euro gedreht wurde, für die Banush sein Konto geplündert hat. Ein Film ohne Förderungen, ohne Sender. Wäre man gemein, könnte man sagen: Das sieht man. Denn das Licht ist oft schlecht und manchmal wackelt das Bild. Man könnte aber auch sagen: Der Film braucht kein Geld. […] ‚Die Liebe und Viktor‘ ist ein Berlin-Film, […] rührend, lakonisch, unglaublich witzig.“